# Jarryd Gibson
Jarryd Gibson (19 luglio 1998) è un canoista sudafricano.

## Biografia
Si è formato presso il Maritzburg College di Pietermaritzburg.
Ai Giochi panafricani di Rabat 2019 ha vinto la medaglia d'oro nel K2 200 metri, in coppia col connazionale Chrisjan Coetzee, nel K2 1000 metri, in coppia con Louis Hattingh e nel K4 500 metri, in squadra con Chrisjan Coetzee, Louis Hattingh e Sifiso Masina.
Ai mondiali Seghedino 2019 è arrivato in semifinale nel K2 1000 metri, dove ha gareggiato con Louis Hattingh.

## Palmarès
- Giochi panafricani

Rabat 2019: oro nel K2 200 m; argento nel K2 1000 m; oro nel K4 500 m;